# Georgiosz Papanikolau
Georgiosz Nikolaou Papanikolaou (angolosan nemzetköziesítve George Papanicolaou; eredetileg görögül: Γεώργιος Νικολάου Παπανικολάου) (Kymi, 1883. május 13. – Miami, 1962. február 19.) görög orvostudós volt, a cytopatológiai kutatási irányzat alapítója. A Pap-teszt (más elnevezései: nőgyógyászati citológia, cervixcitológia, Papanicolaou-festés, méhnyakkenet, méhnyakcitológia, hüvelycitológia, illetve a helyesírás szabályainak meg nem felelő *PAP teszt) kifejlesztőjeként ismert.

## Életpályája
1928 januárjában jelentette meg New Cancer Diagnosis címmel (a cím jelentése: Új rákdiagnózis)  azzal kapcsolatos megfigyeléseit és észrevételét, hogy a méhnyakrák diagnózist a vaginából vett kenetmintából, hámkaparékból is meg lehetne állapítani. Megfigyeléseinek és észrevételtételének lényegességére csak 1943-ban figyeltek fel, amikor is megjelentették volt, Herbert Frederick Trauttal közösen a Diagnosis of Uterine Cancer by the Vaginal Smear c. szakírást. A cím jelentése: A méhnyakrák diagnózisa vaginakenettel. Szakcikkük a hüvely és a méhnyak kenetes szövetmintavételét tárgyalta, valamint a havi ciklus idején zajló fiziológiai-cytopatológiai változásokat, különböző betegségek patológiai kihatásait, illetve a rák okozta elváltozásokat a méhnyakban, a méh nyálkahártyájában illetve magában a méhben. A Georgiosz Papanikolau által feltalált illetve kifejlesztett tesztelési ill. vizsgálati módot kezdetben Papanikolau-tesztként emlegették, ez Pap-tesztté rövidült. Mára már világszerte alkalmazzák a méhnyak rákosodásának és az egyéb ginekológiai sejtelváltozásoknak diagnosztizálására.

## Munkássága
- New Cancer Diagnosis. In: Proceedings of the third Race Betterment Conference, January 2-6, 1928. S. 528–534.
- H. F. Trauttal: Diagnosis of Uterine Cancer by the Vaginal Smear. The Commonwealth Fund, New York 1943.